# Premiul Saturn pentru cea mai bună actriță
Premiul Saturn pentru cel mai bun actriță este acordat de Academy of Science Fiction, Fantasy and Horror Films.

## Câștigători și nominalizări

### Anii 1970
| An              | Actriță           | Personaj             | Film                                    |
| --------------- | ----------------- | -------------------- | --------------------------------------- |
| 1974/1975 (3rd) | Katharine Ross    | Joanna Eberhart      | The Stepford Wives                      |
| 1976 (4th)      | Blythe Danner     | Tracy Ballad         | Futureworld                             |
| 1977 (5th)      | Jodie Foster      | Rynn Jacobs          | The Little Girl Who Lives Down the Lane |
| 1977 (5th)      | Julie Christie    | Susan Harris         | Demon Seed                              |
| 1977 (5th)      | Joan Collins      | Marilyn Fryser       | Empire of the Ants                      |
| 1977 (5th)      | Melinda Dillon    | Jillian Guiler       | Close Encounters of the Third Kind      |
| 1977 (5th)      | Carrie Fisher     | Princess Leia Organa | Star Wars                               |
| 1978 (6th)      | Margot Kidder     | Lois Lane            | Superman: The Movie                     |
| 1978 (6th)      | Ann-Margret       | Peggy Ann Snow       | Magic                                   |
| 1978 (6th)      | Brooke Adams      | Elizabeth Driscoll   | Invasion of the Body Snatchers          |
| 1978 (6th)      | Geneviève Bujold  | Dr. Susan Wheeler    | Coma                                    |
| 1978 (6th)      | Diana Ross        | Dorothy Gale         | The Wiz                                 |
| 1979 (7th)      | Mary Steenburgen  | Amy Robbins          | 'Time After Time                        |
| 1979 (7th)      | Susan Saint James | Cindy Sondheim       | Love at First Bite                      |
| 1979 (7th)      | Persis Khambatta  | Illia                | Star Trek: The Motion Picture           |
| 1979 (7th)      | Margot Kidder     | Kathy Lutz           | The Amityville Horror                   |
| 1979 (7th)      | Sigourney Weaver  | Ripley               | Alien                                   |

### Anii 1980
| An             | Actriță                     | Personaj                        | Film                           |
| -------------- | --------------------------- | ------------------------------- | ------------------------------ |
| 1980 (8th)     | Angie Dickinson             | Kate Miller                     | Dressed to Kill                |
| 1980 (8th)     | Ellen Burstyn               | Edna                            | Resurrection                   |
| 1980 (8th)     | Jamie Lee Curtis            | Alana Maxwell                   | Terror Train                   |
| 1980 (8th)     | Louanne                     | Tracy Richards                  | Oh, God! Book II               |
| 1980 (8th)     | Jane Seymour                | Elise McKenna                   | Somewhere in Time              |
| 1981 (9th)     | Karen Allen                 | Marion Ravenwood                | Raiders of the Lost Ark        |
| 1981 (9th)     | Jenny Agutter               | Nurse Alex Price                | An American Werewolf in London |
| 1981 (9th)     | Margot Kidder               | Lois Lane                       | Superman II                    |
| 1981 (9th)     | Angela Lansbury             | Miss Jane Marple                | The Mirror Crack'd             |
| 1981 (9th)     | Lily Tomlin                 | Pat Kramer/Judith Beasley       | The Incredible Shrinking Woman |
| 1982 (10th)    | Sandahl Bergman             | Valeria                         | Conan the Barbarian            |
| 1982 (10th)    | Susan George                | Laura Fletcher                  | The House Where Evil Dwells    |
| 1982 (10th)    | Nastassja Kinski            | Irena Gallier                   | Cat People                     |
| 1982 (10th)    | JoBeth Williams             | Diane Freeling                  | Poltergeist                    |
| 1982 (10th)    | Mary Woronov                | Mary Bland                      | Eating Raoul                   |
| 1983 (11th)    | Louise Fletcher             | Lillian Reynolds                | Brainstorm                     |
| 1983 (11th)    | Bess Armstrong              | Eve "Evie" Tozer                | High Road to China             |
| 1983 (11th)    | Bobbie Bresee               | Susan Walker Farrell            | Mausoleum                      |
| 1983 (11th)    | Carrie Fisher               | Princess Leia Organa            | Return of the Jedi             |
| 1983 (11th)    | Ally Sheedy                 | Jennifer Mack                   | WarGames                       |
| 1984 (12th)    | Daryl Hannah                | Madison                         | Splash                         |
| 1984 (12th)    | Karen Allen                 | Jenny Hayden                    | Starman                        |
| 1984 (12th)    | Nancy Allen                 | Allison Hayes                   | The Philadelphia Experiment    |
| 1984 (12th)    | Linda Hamilton              | Sarah Connor                    | The Terminator                 |
| 1984 (12th)    | Helen Slater                | Supergirl/Zara Zor-El/Linda Lee | Supergirl                      |
| 1985 (13th)    | Coral Browne                | Alice Hargreaves                | Dreamchild                     |
| 1985 (13th)    | Glenn Close                 | Jan/Maxie                       | Maxie                          |
| 1985 (13th)    | Mia Farrow                  | Cecilia                         | The Purple Rose of Cairo       |
| 1985 (13th)    | Michelle Pfeiffer           | Isabeau d'Anjou                 | Ladyhawke                      |
| 1985 (13th)    | Jessica Tandy               | Alma Finley                     | Cocoon                         |
| 1986 (14th)    | Sigourney Weaver            | Ellen Ripley                    | Aliens                         |
| 1986 (14th)    | Barbara Crampton            | Dr. Katherine McMichaels        | From Beyond                    |
| 1986 (14th)    | Geena Davis                 | Veronica Quaife                 | The Fly                        |
| 1986 (14th)    | Elisabeth Shue              | Jane Chase                      | Link                           |
| 1986 (14th)    | Kathleen Turner             | Peggy Sue Bodell                | Peggy Sue Got Married          |
| 1987 (15th)    | Jessica Tandy               | Faye Riley                      | *batteries not included        |
| 1987 (15th)    | Nancy Allenn                | Officer Anne Lewis              | RoboCop                        |
| 1987 (15th)    | Melinda Dillon              | Nancy Henderson                 | Harry and the Hendersons       |
| 1987 (15th)    | Lorraine Gary               | Ellen Brody                     | Jaws: The Revenge              |
| 1987 (15th)    | Susan Sarandon              | Jane Spofford                   | The Witches of Eastwick        |
| 1987 (15th)    | Robin Wright                | Buttercup                       | The Princess Bride             |
| 1988 (16th)    | Catherine Hicks             | Karen Barclay                   | Child's Play                   |
| 1988 (16th)    | Kim Basinger                | Celeste Martin                  | My Stepmother Is an Alien      |
| 1988 (16th)    | Amanda Donohoe              | Lady Sylvia Marsh               | The Lair of the White Worm     |
| 1988 (16th)    | Cassandra Peterson          | Elvira/Aunt Morgana Talbot      | Elvira, Mistress of the Dark   |
| 1988 (16th)    | Joanna Pacuła               | Felice Dunbar                   | The Kiss                       |
| 1988 (16th)    | Jessica Tandy               | Alma Finley                     | Cocoon: The Return             |
| 1989/90 (17th) | Demi Moore                  | Molly Jensen                    | Ghost                          |
| 1989/90 (17th) | Julie Carmen                | Regine Dandrige                 | Fright Night II                |
| 1989/90 (17th) | Blanca Guerra               | Concha                          | Santa Sangre                   |
| 1989/90 (17th) | Anjelica Huston             | Miss Eva Ernst/Grand High Witch | The Witches                    |
| 1989/90 (17th) | Nicole Kidman               | Rae Ingram                      | Dead Calm                      |
| 1989/90 (17th) | Madonna                     | Breathless Mahoney              | Dick Tracy                     |
| 1989/90 (17th) | Mary Elizabeth Mastrantonio | Dr. Lindsey Brigman             | The Abyss                      |
| 1989/90 (17th) | Ally Sheedy                 | Cayce Bridges                   | Fear                           |
| 1989/90 (17th) | Jenny Wright                | Virginia                        | I, Madman                      |

### Anii 1990
| An          | Actriță              | Personaj                                             | Film                                  |
| ----------- | -------------------- | ---------------------------------------------------- | ------------------------------------- |
| 1991 (18th) | Linda Hamilton       | Sarah Connor                                         | Terminator 2: Judgment Day            |
| 1991 (18th) | Kathy Bates          | Annie Wilkes                                         | Misery                                |
| 1991 (18th) | Jodie Foster         | Clarice Starling                                     | Silence of the Lambs                  |
| 1991 (18th) | Julia Roberts        | Laura Burney                                         | Sleeping with the Enemy               |
| 1991 (18th) | Winona Ryder         | Kim Boggs                                            | Edward Scissorhands                   |
| 1991 (18th) | Meryl Streep         | Julia                                                | Defending Your Life                   |
| 1992 (20th) | Virginia Madsen      | Helen Lyle                                           | Candyman                              |
| 1992 (20th) | Rebecca De Mornay    | Peyton Flanders/Mrs. Mott                            | The Hand That Rocks the Cradle        |
| 1992 (20th) | Sheryl Lee           | Laura Palmer                                         | Twin Peaks: Fire Walk with Me         |
| 1992 (20th) | Winona Ryder         | Mina Harker/Elisabeta                                | Bram Stoker's Dracula                 |
| 1992 (20th) | Sharon Stone         | Catherine Tramell                                    | Basic Instinct                        |
| 1992 (20th) | Meryl Streep         | Madeline Ashton                                      | Death Becomes Her                     |
| 1992 (20th) | Sigourney Weaver     | Ellen Ripley                                         | Alien 3                               |
| 1993 (20th) | Andie MacDowell      | Rita                                                 | Groundhog Day                         |
| 1993 (20th) | Patricia Arquette    | Alabama Whitman                                      | True Romance                          |
| 1993 (20th) | Laura Dern           | Dr. Ellie Sattler                                    | Jurassic Park                         |
| 1993 (20th) | Michelle Forbes      | Carrie Laughlin                                      | Kalifornia                            |
| 1993 (20th) | Anjelica Huston      | Morticia Addams                                      | Addams Family Values                  |
| 1993 (20th) | Bette Midler         | Winifred "Winnie" Sanderson                          | Hocus Pocus                           |
| 1993 (20th) | Ally Sheedy          | Lori Tanner                                          | Man's Best Friend                     |
| 1994 (21st) | Sandra Bullock       | Annie Porter                                         | Speed                                 |
| 1994 (21st) | Jamie Lee Curtis     | Helen Tasker                                         | True Lies                             |
| 1994 (21st) | Mädchen Amick        | Lena Mathers                                         | Dream Lover                           |
| 1994 (21st) | Helena Bonham Carter | Elizabeth Frankenstein                               | Frankenstein                          |
| 1994 (21st) | Penelope Ann Miller  | Margo Lane                                           | The Shadow                            |
| 1994 (21st) | Michelle Pfeiffer    | Laura Alden                                          | Wolf                                  |
| 1995 (22nd) | Angela Bassett       | Lornette "Mace" Mason                                | Strange Days                          |
| 1995 (22nd) | Kathy Bates          | Dolores Claiborne                                    | Dolores Claiborne                     |
| 1995 (22nd) | Nicole Kidman        | Suzanne Stone-Maretto                                | To Die For                            |
| 1995 (22nd) | Sharon Stone         | The Lady                                             | The Quick and the Dead                |
| 1995 (22nd) | Madeleine Stowe      | Kathryn Railly                                       | 12 Monkeys                            |
| 1995 (22nd) | Marina Zudina        | Billy                                                | Mute Witness                          |
| 1996 (23rd) | Neve Campbell        | Sidney Prescott                                      | Scream                                |
| 1996 (23rd) | Geena Davis          | Samantha Caine/Charlene Elizabeth "Charly" Baltimore | The Long Kiss Goodnight               |
| 1996 (23rd) | Gina Gershon         | Corky                                                | Bound                                 |
| 1996 (23rd) | Helen Hunt           | Dr. Jo Harding                                       | Twister                               |
| 1996 (23rd) | Frances McDormand    | Marge Gunderson                                      | Fargo                                 |
| 1996 (23rd) | Penelope Ann Miller  | Dr. Margo Green                                      | The Relic                             |
| 1997 (24th) | Jodie Foster         | Dr. Eleanor "Ellie" Ann Arroway                      | Contact                               |
| 1997 (24th) | Neve Campbell        | Sidney Prescott                                      | Scream 2                              |
| 1997 (24th) | Pam Grier            | Jackie Brown                                         | Jackie Brown                          |
| 1997 (24th) | Jennifer Lopez       | Terri Flores                                         | Anaconda                              |
| 1997 (24th) | Mira Sorvino         | Dr. Susan Tyler                                      | Mimic                                 |
| 1997 (24th) | Sigourney Weaver     | Ellen Ripley                                         | Alien Resurrection                    |
| 1998 (25th) | Drew Barrymore       | Danielle de Barbarac/Countess Nicole de Lancret      | Ever After                            |
| 1998 (25th) | Gillian Anderson     | Dana Scully                                          | The X-Files                           |
| 1998 (25th) | Jamie Lee Curtis     | Laurie Strode/Keri Tate                              | Halloween H20: 20 Years Later         |
| 1998 (25th) | Meg Ryan             | Maggie Rice                                          | City of Angels                        |
| 1998 (25th) | Jennifer Tilly       | Tiffany                                              | Bride of Chucky                       |
| 1998 (25th) | Catherine Zeta-Jones | Elena De La Vega                                     | The Legend of Zorro                   |
| 1999 (26th) | Christina Ricci      | Katrina Van Tassel                                   | Sleepy Hollow                         |
| 1999 (26th) | Heather Graham       | Felicity Shagwell                                    | Austin Powers: The Spy Who Shagged Me |
| 1999 (26th) | Catherine Keener     | Maxine Lund                                          | Being John Malkovich                  |
| 1999 (26th) | Carrie-Anne Moss     | Trinity                                              | The Matrix                            |
| 1999 (26th) | Sigourney Weaver     | Gwen DeMarco/Lt. Tawny Madison                       | Galaxy Quest                          |
| 1999 (26th) | Rachel Weisz         | Evelyn "Evie" Carnahan O'Connell                     | The Mummy                             |

### Anii 2000
| An          | Actriță              | Personaj                             | Film                                                           |
| ----------- | -------------------- | ------------------------------------ | -------------------------------------------------------------- |
| 2000 (27th) | Téa Leoni            | Kate Reynolds/Kate Campbell          | The Family Man                                                 |
| 2000 (27th) | Cate Blanchett       | Annabelle "Annie" Wilson             | The Gift                                                       |
| 2000 (27th) | Ellen Burstyn        | Sara Goldfarb                        | Requiem for a Dream                                            |
| 2000 (27th) | Jennifer Lopez       | Dr. Catherine Deane                  | The Cell                                                       |
| 2000 (27th) | Michelle Pfeiffer    | Claire Spencer                       | What Lies Beneath                                              |
| 2000 (27th) | Michelle Yeoh        | Yu Shu Lien                          | Crouching Tiger, Hidden Dragon                                 |
| 2001 (28th) | Nicole Kidman        | Grace Stewart                        | The Others                                                     |
| 2001 (28th) | Kate Beckinsale      | Sara Thomas                          | Serendipity                                                    |
| 2001 (28th) | Angelina Jolie       | Lara Croft                           | Lara Croft: Tomb Raider                                        |
| 2001 (28th) | Julianne Moore       | Clarice Starling                     | Hannibal                                                       |
| 2001 (28th) | Frances O'Connor     | Monica Swinton                       | A.I. Artificial Intelligence                                   |
| 2001 (28th) | Naomi Watts          | Betty Elms                           | Mulholland Drive                                               |
| 2002 (29th) | Naomi Watts          | Rachel Keller                        | The Ring                                                       |
| 2002 (29th) | Kirsten Dunst        | Mary Jane Watson                     | Spider-Man                                                     |
| 2002 (29th) | Jodie Foster         | Meg Altman                           | Panic Room                                                     |
| 2002 (29th) | Milla Jovovich       | Alice                                | Resident Evil                                                  |
| 2002 (29th) | Natascha McElhone    | Rheya                                | Solaris                                                        |
| 2002 (29th) | Natalie Portman      | Senator Padmé Amidala                | Star Wars Episode II: Attack of the Clones                     |
| 2003 (30th) | Uma Thurman          | The Bride                            | Kill Bill Vol. 1                                               |
| 2003 (30th) | Kate Beckinsale      | Selene                               | Underworld                                                     |
| 2003 (30th) | Jessica Biel         | Erin Hardesty                        | The Texas Chainsaw Massacre                                    |
| 2003 (30th) | Cate Blanchett       | Magdalena "Maggie" Gilkeson          | The Missing                                                    |
| 2003 (30th) | Jennifer Connelly    | Betty Ross                           | Hulk                                                           |
| 2003 (30th) | Jamie Lee Curtis     | Tess Coleman/Anna Coleman            | Freaky Friday                                                  |
| 2004 (31st) | Blanchard Ryan       | Susan Watkins                        | Open Water                                                     |
| 2004 (31st) | Nicole Kidman        | Anna                                 | Birth                                                          |
| 2004 (31st) | Julianne Moore       | Telly Paretta                        | The Forgotten                                                  |
| 2004 (31st) | Uma Thurman          | The Bride/Beatrix Kiddo              | Kill Bill Vol. 2                                               |
| 2004 (31st) | Kate Winslet         | Clementine Kruczynski                | Eternal Sunshine of the Spotless Mind                          |
| 2004 (31st) | Zhang Ziyi           | Mei                                  | House of Flying Daggers                                        |
| 2005 (32nd) | Naomi Watts          | Ann Darrow                           | King Kong                                                      |
| 2005 (32nd) | Jodie Foster         | Kyle Pratt                           | Flightplan                                                     |
| 2005 (32nd) | Laura Linney         | Erin Christine Bruner                | The Exorcism of Emily Rose                                     |
| 2005 (32nd) | Rachel McAdams       | Lisa Reisert                         | Red Eye                                                        |
| 2005 (32nd) | Natalie Portman      | Padmé Amidala                        | Star Wars Episode III: Revenge of the Sith                     |
| 2005 (32nd) | Tilda Swinton        | Jadis, the White Witch               | The Chronicles of Narnia: The Lion, the Witch and the Wardrobe |
| 2006 (33rd) | Natalie Portman      | Evey Hammond                         | V for Vendetta                                                 |
| 2006 (33rd) | Kate Bosworth        | Lois Lane                            | Superman Returns                                               |
| 2006 (33rd) | Judi Dench           | Barbara Covett                       | Notes on a Scandal                                             |
| 2006 (33rd) | Maggie Gyllenhaal    | Ana Pascal                           | Stranger than Fiction                                          |
| 2006 (33rd) | Shauna Macdonald     | Sarah                                | The Descent                                                    |
| 2006 (33rd) | Renée Zellweger      | Beatrix Potter                       | Miss Potter                                                    |
| 2007 (34th) | Amy Adams            | Giselle                              | Enchanted                                                      |
| 2007 (34th) | Helena Bonham Carter | Mrs. Lovett                          | Sweeney Todd: The Demon Barber of Fleet Street                 |
| 2007 (34th) | Carice van Houten    | Rachel Stein/Ellis de Vries          | Black Book                                                     |
| 2007 (34th) | Ashley Judd          | Agnes White                          | Bug                                                            |
| 2007 (34th) | Belén Rueda          | Laura                                | The Orphanage                                                  |
| 2007 (34th) | Naomi Watts          | Anna Khitrova                        | Eastern Promises                                               |
| 2008 (35th) | Angelina Jolie       | Christine Collins                    | Changeling                                                     |
| 2008 (35th) | Cate Blanchett       | Daisy Fuller                         | The Curious Case of Benjamin Button                            |
| 2008 (35th) | Maggie Gyllenhaal    | Rachel Dawes                         | The Dark Knight                                                |
| 2008 (35th) | Julianne Moore       | Doctor's Wife                        | Blindness                                                      |
| 2008 (35th) | Emily Mortimer       | Jessie                               | Transsiberian                                                  |
| 2008 (35th) | Gwyneth Paltrow      | Virginia "Pepper" Potts              | Iron Man                                                       |
| 2009 (36th) | Zoe Saldana          | Neytiri                              | Avatar                                                         |
| 2009 (36th) | Catherine Keener     | Connie                               | Where the Wild Things Are                                      |
| 2009 (36th) | Mélanie Laurent      | Shoshanna Dreyfus/Emmanuelle Mimieux | Inglourious Basterds                                           |
| 2009 (36th) | Alison Lohman        | Christine Brown                      | Drag Me to Hell                                                |
| 2009 (36th) | Natalie Portman      | Grace Cahill                         | Brothers                                                       |
| 2009 (36th) | Charlize Theron      | Sylvia                               | The Burning Plain                                              |

### Anii 2010
| An          | Actriță          | Personaj         | Film                            |
| ----------- | ---------------- | ---------------- | ------------------------------- |
| 2010 (37th) | Natalie Portman  | Nina Sayers      | Black Swan                      |
| 2010 (37th) | Cécile de France | Marie Lelay      | Hereafter                       |
| 2010 (37th) | Carey Mulligan   | Kathy H.         | Never Let Me Go                 |
| 2010 (37th) | Ellen Page       | Ariadne          | Inception                       |
| 2010 (37th) | Noomi Rapace     | Lisbeth Salander | The Girl with the Dragon Tattoo |